# St. Laurentius (Ziegelhausen)

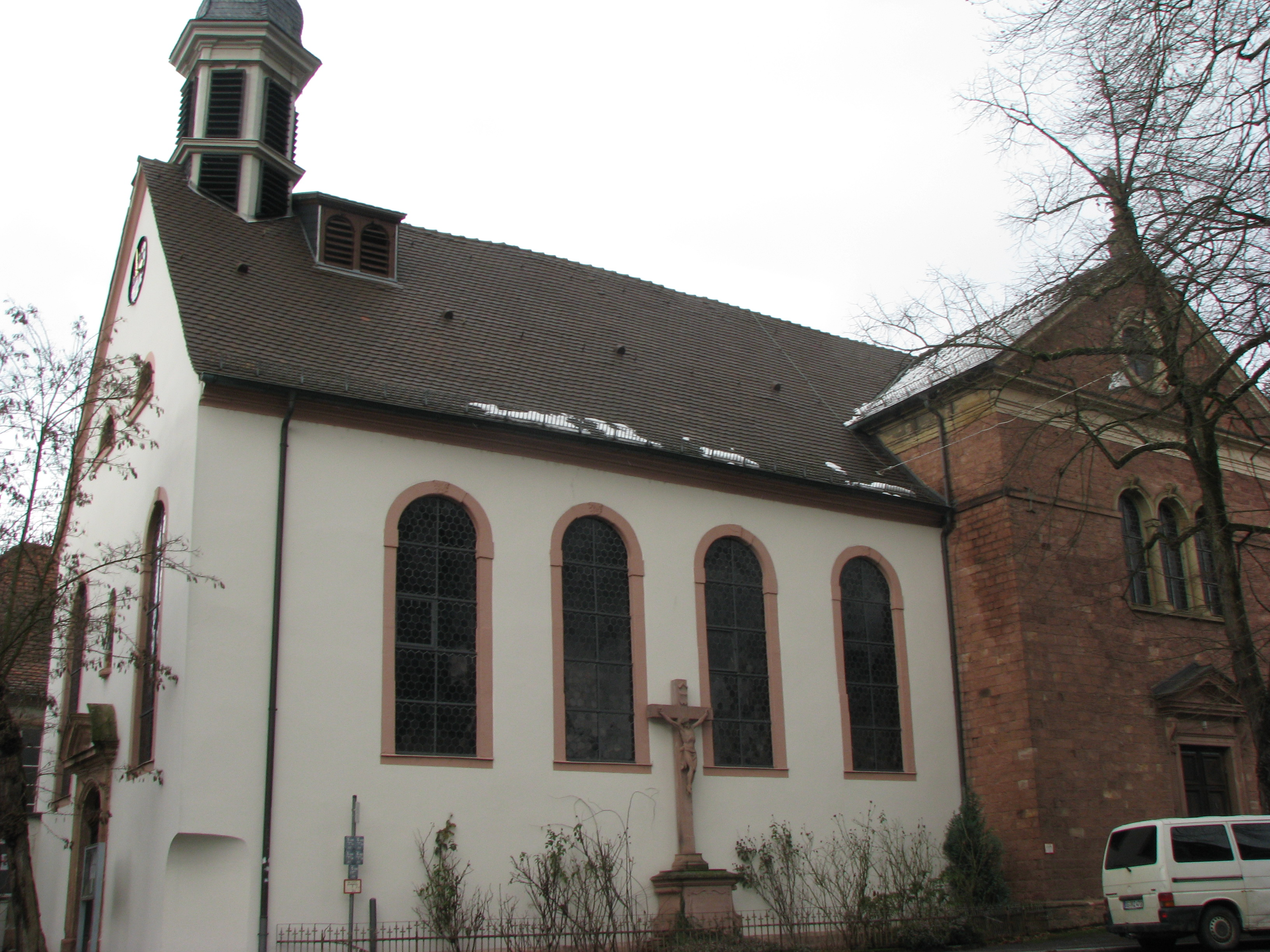
St. Laurentius in Ziegelhausen

Die ehemalige römisch-katholische und nunmehr profanierte Filialkirche St. Laurentius ist ein geschütztes Kulturdenkmal nach dem Denkmalschutzgesetz. Sie steht im Stadtteil Ziegelhausen von Heidelberg. Namensgeber der Kirche ist Laurentius von Rom. 1997 wurde die Kirche St. Teresa als neue Pfarrkirche geweiht.

## Beschreibung
Die Kirche besteht aus einem von 1737 bis 1742 gebauten Langhaus und einem 1876 im Osten angefügten eingezogenen, dreiseitig geschlossenen Chor, vor dem ein Querschiff eingefügt wurde. Die Saalkirche wurde dadurch zur Kreuzkirche erweitert. Über dem Sprenggiebel über dem Portal in der Fassade im Westen befindet sich eine Nische mit der barocken Sandsteinstatue des heiligen Laurentius, des Kirchenpatrons. Im Giebel der Fassade befindet sich ein Zifferblatt. Aus dem Satteldach des Langhauses erhebt sich im Westen ein sechseckiger Dachreiter, der den Glockenstuhl mit zwei Kirchenglocken beherbergt.